# Acrocyrtidus diversinotatus
Acrocyrtidus diversinotatus är en skalbaggsart som först beskrevs av Maurice Pic 1903.  Acrocyrtidus diversinotatus ingår i släktet Acrocyrtidus och familjen långhorningar. Inga underarter finns listade i Catalogue of Life.